# Gérard Bessière
Pour les articles homonymes, voir Bessière.
Gérard Bessière,  né le 27 janvier 1928 et mort le 8 décembre 2024, est un diariste français, poète, prêtre du diocèse de Cahors, ancien aumônier national des Équipes enseignantes de la paroisse universitaire, journaliste de l'hebdomadaire La Vie, et auteur de nombreux ouvrages sur la spiritualité.  

## Biographie
Gérard Bessière nait le 27 janvier 1928 à Luzech, dans le Lot. Il fait ses études aux séminaires de Gourdon et de Cahors et à l'Institut catholique de Paris. Après des études de théologie, de philosophie, d'exégèse et de langues bibliques (en), il obtient une licence de philosophie à l'Université de la Sorbonne.
Il s'occupe longtemps de la formation du clergé dans le département du Lot.
Il collabore avec la maison d'édition Éditions du Cerf pour laquelle il crée la collection Jésus depuis Jésus . Il fonde avec Hyacinthe Vulliez la revue Notre Histoire. Bessière s'intéresse particulièrement aux recherches sur Jésus ; il publie plusieurs ouvrages aux Éditions du Cerf, dont Jésus est devant, Jésus insaisissable, Dieu est bien jeune, Le feu qui rafraichit ou une monographie richement illustrée Jésus : le dieu inattendu publié dans la collection Découvertes Gallimard.
Il a fait la une des journaux en 2009 en excommuniant le pape pour protester contre la levée l'excommunication d'évêques intégriste, contre la mouvance rétrograde de certains dignitaires du Vatican et contre le courant antisémite avec l'affaire Williamson.
Bessière meurt le 8 décembre 2024, à l'âge de 96 ans.

## Publications sélectionnées
- Où est le pape ? , 1974
- Jésus devant, Burns and Oates, 1977
- Alors Jésus s'assit et dit…, collection « Contes du Ciel et de la Terre ». Gallimard Jeunesse, 1993
- Jésus : Le dieu inattendu, collection « Découvertes Gallimard » (nº 170), série Religions. Éditions Gallimard, 1993.
- Avec Francesco Chiovaro, Urbi et Orbi : Deux mille ans de papauté, collection « Découvertes Gallimard » (nº 269), série Religions. Éditions Gallimard, 1995.
- Avec Hyacinthe Vulliez, Frère François : Le saint d'Assise, collection « Découvertes Gallimard » (nº 354), série Religions. Éditions Gallimard, 1998.
- L'Enfant hérétique, 2004. Édition Albin Michel.
- Jésus est à tout le monde 2009. Édition Les Amis de Crespiat.